# Превлоцький Степан Степанович
Степан Степанович Превлоцький (25 грудня 1783 — 15 серпня 1853, Шпола) — український іконописець та живописець першої половини 19 століття.

## Біографія
Народився в селі Вільшана (нині Городищенського району Черкаської області). Був вільним селянином, козацького роду, місцевим іконописцем та вчителем. Мав звання дворянина. 
У різні часи в нього навчались пізніше відомі художники Лапченко Григорій Гнатович, Сошенко Іван Максимович та Шевченко Тарас Григорович.
Зі спогадів П. Г. Лебединцева: "І. М. Сошенко <> до вступу в Академію мистецтв учився живопису в м. Вільшаній у шляхтича Превлоцького, досить пристойного живописця <>. <> за дорученням Превлоцького, він намалював полювання з псами на паркані та воротях Енгельгардтової псарні — по вулиці, якою проїжджають із с. Зеленої в м. Вільшану; цим полюванням кожного разу милувався і я у дитинстві." 
Помер та похований у Шполі.